# Крумин
Крумин (њем. Krummin) општина је у њемачкој савезној држави Мекленбург-Западна Померанија. Једно је од 89 општинских средишта округа Остфорпомерн. Према процјени из 2010. у општини је живјело 258 становника. Посједује регионалну шифру (AGS) 13059047.

## Географски и демографски подаци
Крумин се налази у савезној држави Мекленбург-Западна Померанија у округу Остфорпомерн. Општина се налази на надморској висини од 0 метара. Површина општине износи 10,7 km². У самом мјесту је, према процјени из 2010. године, живјело 258 становника. Просјечна густина становништва износи 24 становника/km².